# موهبرووک
موهبرووک (به آلمانی: Mühbrook) یک شهر در آلمان است که در رندسبورگ-اکرنفورده واقع شده‌است.
 موهبرووک  ۵۱۷ نفر جمعیت دارد.